# Débora Pérez Volpin
Débora Denise Pérez Volpin (Buenos Aires, 30 de diciembre de 1967-Buenos Aires, 6 de febrero de 2018) fue una periodista, conductora de televisión y política argentina. Fue reconocida como presentadora del canal Todo Noticias desde 1996 y del programa Arriba argentinos desde su inicio en 2005. En 2017 ingresó a la política y fue elegida legisladora de la Ciudad de Buenos Aires por el frente Evolución de Martín Lousteau.

## Biografía

### Infancia y adolescencia
Desde muy niña soñaba con estudiar medicina debido a que su padre fue uno de los directores del Hospital Juan A. Fernández —de la ciudad de Buenos Aires—, pero también quería realizar la carrera de ciencias de la comunicación social. Realizó sus estudios secundarios en el Colegio Nacional de Buenos Aires donde tuvo su primera experiencia en comunicación al haber participado en la realización de la revista del colegio. Según Débora dicha publicación era muy prestigiosa como medio de información para los estudiantes.

### Comienzos en el periodismo
Cuando finalizó el ciclo secundario, a mediados del mes de diciembre, decidió inscribirse para efectuar la carrera de medicina que iniciaría en marzo del año siguiente; sin embargo decidió comenzar su carrera de Comunicación social y cuando cursó la materia Semiología, se dio cuenta de que su auténtica vocación se había inclinado hacia esta última carrera.
Su primer trabajo en los medios fue como productora en Radio Belgrano, mientras aún estudiaba en la universidad. Se trataba de un magazine con Enrique Vázquez que salía al aire a las 7:00 horas. 
Realizó aportes para medios gráficos como la revista 13/20, para jóvenes.
Trabajó para Editores Asociados que publicaban revistas como Ser Única, Emmanuelle y toda una serie de revistas en las cuales se desempeñó como redactora.
Hizo colaboraciones para los diarios La Nación y Clarín.

### Productora en Artear
En 1992, ingresó a Artear junto a un grupo de jóvenes periodistas que estaban en calidad de pasantes; donde los requisitos de ingreso consistían en que debían ser egresados de la carrera de comunicación y tener una breve experiencia en medios. Ella, al igual que todo el grupo que había ingresado, comenzó en producción y estaba bajo las órdenes de Ricardo Pipino que tenía como función formar el nuevo canal que se iba a estrenar, Todo Noticias.
La primera tarea de Pérez Volpin fue llamar a los canales del interior de Argentina para explicarles que iba a existir un canal de noticias, las veinticuatro horas del día, los 365 días del año, que tenía un principio federal ya que cuando ocurriera algo en alguna localidad o ciudad del interior, el canal que estuviera en dicha localidad debía mandar la cobertura de la noticia a Artear. Durante todo un año pasó por diferentes áreas de la producción, de 16 a 1 de la mañana. 

### Notera y movilera
Su deseo era ser cronista en la calle; lo consiguió un verano, donde hacía suplencias a cronistas que se habían tomado sus vacaciones. Como notera estuvo cuatro años donde trabajó de 6 de la mañana hasta la noche y su función era estar en la calle todo el día junto con un camarógrafo e ir enviando el material que realizaban para que otro lo editara y luego se transmitiera al público según la decisión de las autoridades de la dirección de noticias del canal. Después comenzó a hacer móviles e incluso informes especiales para Telenoche.

### Conducción de noticieros y programas periodísticos
En 1996 llegó a ser conductora de Todo Noticias. Como conductora —cuando no lo hizo sola— trabajó en compañía de José Antonio Gil Vidal, Mario Mazzone, Juan Micelli, Guillermo Lobo, Luis Otero, Santo Biasatti y Marcelo Bonelli. 
En 2002 condujo la segunda etapa de Síntesis del Mediodía, un micronoticiero de 15 minutos que ya se había emitido por El Trece entre 1996 y 1998 y que consistía en resumir las noticias más importantes del día. 
De 2004 a 2005, condujo Síntesis junto con Juan Miceli. 
Pérez Volpin también trabajó en Canal (á) con los programas Anecdotario (2003-2009) y Entre paréntesis.
En Radio Mitre condujo Según como se mire (2008). 

### Arriba argentinos
El 25 de abril de 2005 comenzó el noticiero Arriba argentinos, —por Canal 13 de lunes a viernes de 7:00 a 9:30 horas—, que la consagró como conductora. Comenzó conduciéndolo junto a Juan Micelli. Hasta 2017, en dicho ciclo fue acompañada por Marcelo Bonelli, Marcelo Fiasche, Alejandra Peñalva y Nazarena Di Serio.  Dicho noticiero es el programa más visto en su franja. Sus admiradores crearon foros en diferentes páginas web y grupos en Facebook donde subían fotos y vídeos de la conductora.
El 21 de junio de 2017 tras 24 años renunció a Canal 13 —luego de 12 años de conducción del programa— y Todo Noticias para ser candidata a la Legislatura de la Ciudad de Buenos Aires.

### Legisladora de la Ciudad Autónoma de Buenos Aires
En 2017 fue elegida para la legislatura por la Ciudad de Buenos Aires por el frente Evolución de Martín Lousteau. Obtuvo el 12%, quedando en tercer lugar por detrás de las listas de Vamos Juntos y Unidad Porteña. Asumió el 10 de diciembre de 2017 pero solo pudo participar de una sesión de la legislatura, cuando se votó el presupuesto el 22 de diciembre.

### Fallecimiento y legado
El lunes 5 de febrero de 2018 ingresó al Sanatorio Trinidad de la Ciudad de Buenos Aires debido a un cuadro abdominal complejo, según el parte médico de la institución. El 6 de febrero se le realizó una endoscopia digestiva alta y sufrió un paro cardiorrespiratorio que le causó la muerte. La familia de la periodista acudió a la justicia para hacer la denuncia a fin de esclarecer el hecho y el 7 de febrero se conoció que el caso, a cargo del juez Gabriel Ghirlanda, se caratuló como «homicidio culposo». Tras la realización de la autopsia en la morgue judicial, el 8 de febrero sus restos fueron velados en la legislatura porteña con acceso público entre las 14 y las 22 horas, recibiendo el adiós de más de cuatro mil personas. Fue sepultada junto a su padre, Aurelio Pérez Flores, en el Panteón de los Asturianos del Cementerio de la Chacarita.
En abril de 2018, tras la renuncia del juez Gabriel Ghirlanda, la causa penal quedó a cargo de su colega Carlos Bruniard. El 19 de junio de 2018 se dictó el auto de procesamiento del endoscopista Diego Bialolenkier y la anestesista Nélida Inés Puente, únicos imputados en la causa. También se decretó el embargo preventivo de ambos profesionales por la suma de 1,7 millones de pesos a cada uno.
Desde el 7 de junio (fecha del Día del Periodista en Argentina) de 2019, el estudio de Canal 13 donde se emiten los noticieros de la señal Arriba argentinos, Noticiero Trece y Síntesis lleva su nombre en homenaje a la conductora fallecida. El acto contó con la instalación de una placa en su entrada.